# Candelariella citrina
Candelariella citrina är en lavart som beskrevs av B. de Lesd. Candelariella citrina ingår i släktet Candelariella och familjen Candelariaceae.   Inga underarter finns listade i Catalogue of Life.